# 二十一世紀福斯
二十一世紀福斯公司（英語：Twenty-First Century Fox, Inc.）表記21世纪福斯（21st Century Fox），是一家美國傳媒業跨國公司。它是由舊新聞集團於2013年6月分拆而成的公司之一，承攬舊新聞集團的全部法律權責以及廣播、電影和電視業務；另一家出自其新聞出版業務的新聞集團也同日成立。2019年3月20日，二十一世纪福斯公司已被華特迪士尼公司併購，並由原經營者另外分拆出福斯公司。

## 歷史

### 首度拆分
由舊新聞集團旗下廣播電視及媒體業務分拆而成。鲁伯特·默多克依舊為該公司的董事長、首席執行官和大股東，而蔡司·凱里則出任該公司的總裁兼首席運營官。拆分計畫最早由鲁伯特·默多克於2012年6月28日宣佈，而更多的細節則在該年12月3日揭露。此舉被認為是在舊新聞集團遭遇一系列醜聞之後的切割行為。舊新聞集團的新聞出版業務被分成新的新聞集團，其餘部分則更名且承繼原有法人。
默多克表示，分拆將“解放兩家公司的真實價值及各自獨特的資產優勢，使投資者受益于各自獨立的發展策略及更集中有效的部門管理”。21世紀福斯起初定名福斯集團公司（Fox Group, Inc.），隨後默多克在2013年4月16日電郵給員工公開信宣布以二十世纪福斯富有創意的傳承而改為現名。同年5月9日公開信發布新的公司標誌，象徵性的福斯探照燈變得更加現代化，但21世紀福斯品牌不會延伸到20世紀福斯事業群，旗下事業部門照舊。舊新聞集團董事會於同年5月24日通過拆分計畫，並交付6月11日股東大會通過。同年6月28日拆分完成，公司正式成立；7月1日，股票重新在納斯達克上市。
2014年7月16日，默多克確認出價購買時代華納公司，向時代華納出價800億美元，但是這項出價不包括時代華納旗下極具品牌價值的美國有線電視新聞網。7月25日，21世紀福斯宣佈將意大利天空廣播和德國天空廣播以90億美元的價格賣給英國天空廣播。福斯將用這筆錢加上來自高盛的250億美元繼續進行與時代華納的交易。但8月5日福斯宣佈撤回這項投標。自福斯宣佈將進行這場交易後，其股價暴跌，其董事宣佈將在未來十二個月中回購60億美元的股份。
2015年9月11日，21世紀福斯以7.25億美元與國家地理學會合資成立「國家地理合股有限責任公司」（National Geographic Partners, LLC.），並持有73%的股份。
2016年12月16日，21世紀福斯與英國天空公司達成併購協議，21世紀福斯以117億英鎊（約148億美元）收購天空公司餘下的61%股權，而天空的股東就可獲得每股10.75英鎊的回報，整個併購行動涉及金額達185億英鎊。但英國競爭及市場署（Competition and Markets Authority，CMA）於2018年1月23日暫行裁定該項交易會賦予梅鐸家族過多新聞掌控權、不符公眾利益，除非天空新聞台（Sky News）的問題能解決。

### 再度拆分
2017年12月14日，21世紀福斯與華特迪士尼公司達成協議，迪士尼以0.2745股股份換1股21世紀福斯股份，每股交易作價相當於29.54美元，即斥資524億美元收購21世紀福斯旗下有線電視及影視業務，包括影視製作公司、地區體育網絡、福斯傳媒集團、FX頻道以及國家地理頻道等等，亦取得福斯持有的Hulu與天空公司股份；此外，迪士尼將會承擔21世紀福斯的137億美元淨債務。但該項交易還得過《反托拉斯法》這一關才算完成。
若交易順利，21世紀福斯的剩餘資產包括福斯新聞頻道、福斯廣播公司、福斯財經網、福斯美國頻道、FOX Sports及十大联盟電視網，將分拆成一間新的福斯公司，仍使用「福斯」（Fox）品牌。分拆前，新福斯將向21世紀福斯支付85億美元現金股息，新公司將維持之前的A、B股結構。分拆後，21世紀福斯的股東將按之前所持有的股份類別，收到相同數量的新福斯股份。
2018年5月10日，二十一世紀福斯以9.1億美元收購美國辛克萊廣播集團（Sinclair Broadcast Group）旗下7家地方電視台。6月20日，迪士尼將收購21世紀福斯資產的價格提高至每股38美元，總價約達713億美元現金加股票。7月27日21世紀福克斯和迪士尼股東批准了迪士尼收購21世紀福克斯的交易。10月4日，21世紀福斯以151億美元出售持有的英國天空公司（Sky）39.1%股權給康卡斯特。
2019年3月20日，併購正式完成，资产整合进華特迪士尼公司的各个部门。

## 公司資產
21世纪福斯從其前身舊新聞集團繼承了廣播電視等媒體業務，如：福斯娛樂集團和星空傳媒。但是舊新聞集團在澳大利亞的廣播業務，例如Foxtel和澳洲福斯體育台則重組成澳洲新聞集團，歸為新新聞集團旗下的子公司。

## 外部連結
- 21世紀福斯公司（页面存档备份，存于）（英文）